# Ampulex fulgens
Ampulex fulgens är en  stekelart som beskrevs av De Beaumont 1970. Ampulex fulgens ingår i släktet Ampulex och familjen Ampulicidae. Inga underarter finns listade i Catalogue of Life.